# Gino Reali
Gino Reali (Monteleone di Spoleto, 28 gennaio 1948) è un vescovo cattolico italiano, dal 5 maggio 2021 vescovo emerito di Porto-Santa Rufina.

## Biografia
Nasce a Ruscio di Monteleone di Spoleto, in provincia di Perugia e allora nella diocesi di Norcia, il 28 gennaio 1948. È il terzogenito di Mariano e Divinia Cicchetti.

### Formazione e ministero sacerdotale
Frequenta il ginnasio al seminario minore di Norcia; trasferitosi al Pontificio seminario regionale umbro di Assisi, vi compie gli studi liceali, quelli filosofici e teologici, fino al conseguimento del baccalaureato nel 1971.
Il 31 luglio 1971 è ordinato presbitero, nel suo paese natale, dal vescovo di Norcia Alberto Scola.
L'11 settembre seguente è nominato parroco di Agriano di Norcia, dove rimane fino al 1997; al contempo è anche economo spirituale di Ospedaletto e Aliena, anch'esse frazioni di Norcia.
Nel 1973 si licenzia in teologia dogmatica alla Pontificia Università Gregoriana e nel 1975 in diritto canonico alla Pontificia Università Lateranense.
Diventa giudice del Tribunale ecclesiastico regionale umbro nel 1976, e insegna religione nel liceo classico di Norcia per 18 anni, dal 1981 al 1998. Dal 1975 al 1986, inoltre, è responsabile diocesano per le comunicazioni sociali e direttore del giornale diocesano di Norcia.
Nel 1985 è nominato vicario generale di Norcia e, l'anno successivo, dopo l'unione della diocesi di Norcia con l'arcidiocesi di Spoleto, avvenuta il 30 settembre 1986, è nominato vicario generale dell'arcidiocesi di Spoleto-Norcia. Nello stesso anno diventa canonico del capitolo della concattedrale di Santa Maria Argentea a Norcia, mentre nel 1991 del capitolo della cattedrale di Santa Maria Assunta a Spoleto.
Dal 1995 è direttore dell'ufficio regionale per i beni culturali ecclesiastici e delegato della Conferenza episcopale umbra presso la regione Umbria. È nominato presidente dell'Istituto diocesano per il sostentamento del clero nel 1997, parroco della collegiata di San Pietro extra moenia a Spoleto nel 1998, e cappellano della Scuola di Polizia di Spoleto nel 1999.

### Ministero episcopale
Il 23 febbraio 2002 papa Giovanni Paolo II lo nomina vescovo di Porto-Santa Rufina; succede ad Antonio Buoncristiani, precedentemente nominato arcivescovo metropolita di Siena-Colle di Val d'Elsa-Montalcino. Il 7 aprile successivo riceve l'ordinazione episcopale, nella cattedrale di Spoleto, dall'arcivescovo di Spoleto-Norcia Riccardo Fontana, co-consacranti Ottorino Pietro Alberti, arcivescovo di Cagliari, e Antonio Buoncristiani, arcivescovo di Siena-Colle di Val d'Elsa-Montalcino. Il 5 maggio prende possesso della sede suburbicaria di Porto-Santa Rufina.
Dal 20 marzo 2010 al 19 febbraio 2011 ricopre anche l'ufficio di amministratore apostolico della diocesi di Civitavecchia-Tarquinia.
Il 5 maggio 2021 papa Francesco accoglie la sua rinuncia, presentata per motivi di salute, al governo pastorale della sede suburbicaria di Porto-Santa Rufina; gli succede Gianrico Ruzza, vescovo di Civitavecchia-Tarquinia, dapprima come amministratore apostolico e, dal 12 febbraio 2022, come vescovo, essendo state unite in persona episcopi le sedi di Civitavecchia-Tarquinia e di Porto-Santa Rufina.

## Genealogia episcopale
La genealogia episcopale è:
- Cardinale Scipione Rebiba
- Cardinale Giulio Antonio Santori
- Cardinale Girolamo Bernerio, O.P.
- Arcivescovo Galeazzo Sanvitale
- Cardinale Ludovico Ludovisi
- Cardinale Luigi Caetani
- Cardinale Ulderico Carpegna
- Cardinale Paluzzo Paluzzi Altieri degli Albertoni
- Papa Benedetto XIII
- Papa Benedetto XIV
- Papa Clemente XIII
- Cardinale Enrico Benedetto Stuart
- Papa Leone XII
- Cardinale Chiarissimo Falconieri Mellini
- Cardinale Camillo Di Pietro
- Cardinale Mieczysław Halka Ledóchowski
- Cardinale Jan Maurycy Paweł Puzyna de Kosielsko
- Arcivescovo Józef Bilczewski
- Arcivescovo Bolesław Twardowski
- Arcivescovo Eugeniusz Baziak
- Papa Giovanni Paolo II
- Arcivescovo Riccardo Fontana
- Vescovo Gino Reali